# Wanja Campos da Nóbrega
 Wanja Campos da Nóbrega  (Recife, Pernambuco, 12 de fevereiro de 1959) é uma diplomata brasileira. Foi cônsul-geral do Brasil no México. Entre 2013 a 2017, foi embaixadora do Brasil em Bangladesh.

## Biografia

### Vida pessoal
Nasceu na cidade de Recife, em Pernambuco, filha de Raimundo Pereira Nóbrega e Wanice Campos de Miranda Nóbrega.

### Formação Acadêmica
Em 1981, graduou-se em Relações Internacionais pela Universidade de Brasília. No ano de 2016, concluiu especialização em Diplomacia e Negociações Internacionais pelo Ministério dos Negócios Estrangeiros da Austrália.

### Carreira Diplomática
Ingressou na carreira diplomática em 1984, no cargo de Terceira Secretária, após ter concluído o Curso de Preparação à Carreira de Diplomata do Instituto Rio Branco.
Foi inicialmente lotada na Divisão de Ásia e Oceania II. Em 1987, foi removida para a Embaixada do Brasil em Paramaribo, onde exerceu a função de terceira-secretária. No ano de 1989, além de ter sido promovida a segunda-secretária, mudou-se para Paris, onde trabalhou como cônsul-adjunta no Consulado-Geral do Brasil. Em 1992, passou a trabalhar na Embaixada do Brasil em Argel, onde permaneceu até 1994.
Ao regressar a Brasília, assumiu a função de assessora e Chefe de Gabinete do Departamento do Serviço Exterior do Itamaraty. Manteve-se na função até 1997, quando foi removida para a Embaixada do Brasil em Washington, tendo trabalhado como primeira-secretária e cônsul. Em 1996, havia sido promovida a primeira-secretária. 
Em seu retornou ao Brasil, em 2001, passou a trabalhar no Ministério do Meio Ambiente, no cargo de gerente de projeto da Coordenação Nacional do Subgrupo de Trabalho Meio Ambiente do Mercosul. No ano de 2002, voltou a ser lotada no Itamaraty, tendo ocupado, até 2004, a função de assessora do Departamento de Meio Ambiente e Temas Especiais. Também em 2004 passou a exercer a chefia da Divisão de Informação Comercial. Em 2003, havia sido promovida a conselheira. 
No ano de 2006, foi designada cônsul-adjunta do Consulado-Geral em Toronto. Defendeu, no mesmo ano, tese no Curso de Altos Estudos do Instituto Rio Branco, intitulada "O Sistema das Nações Unidas: Perspectivas, Oportunidades e Limitações para a Promoção Comercial Brasileira. Propostas de Ação", um dos requisitos necessários para a ascensão funcional na carreira diplomática.
Em 2007, foi promovida a ministra de segunda-classe. De 2013 a 2017, foi embaixadora do Brasil junto à República Popular do Bangladesh. Sua promoção a ministra de primeira classe, mais elevado cargo da carreira diplomática brasileira, ocorreu em 2014. De 2017 a 2021, exerceu a chefia Cônsul-Geral do Brasil no México. Atualmente, é Cônsul-Geral do Brasil em Toronto, no Canadá.  

## Condecorações[1]
- Medalha do Mérito da Aeronáutica Santos Dumont, Brasil, Oficial (2000)
- Medalha do Exército Pacificador Duque de Caxias, Brasil, Oficial (2001)